# Мостище (река)
Мостище (укр. Мостище) — правый приток Снова, протекающий по Городнянскому и Сновскому районах (Черниговская область, Украина).

## География
Длина — 18 или 20 км. Площадь водосборного бассейна — 86,1 км². Русло реки (отметки уреза воды) в среднем течении находится на высоте 129,8 м над уровнем моря (село Здряговка).
Русло слабо-извилистое. Крупных притоков не имеет
Пойма занята лугами, заболоченными участками и кустарниками, очагами — лесами. Долина изрезана оврагами и промоинами. В нижнем течении к руслу примыкает сеть каналов.
Берёт начало восточнее села Крестоповщина (Сновский район) на территории Сновского района. Река течёт на север по Корюковскому району, затем делает поворот и течёт на северо-восток по Сновскому району. Впадает в Снов восточнее села Жоведь (Сновский район).
Населённые пункты на реке (от истока к устью):
Корюковский район
1. Слобода (бывшее Радянское)
2. Здряговка

Сновский район
1. Жоведь